# NGC 1872
NGC 1872 ist ein junger massereicher Sternhaufen in der Großen Magellanschen Wolke im Sternbild Dorado. Er ähnelt den Kugelsternhaufen unserer Milchstraße, ist allerdings deutlich jünger.
James Dunlop entdeckte das Objekt am 24. September 1826 mit einem 9-Zoll-Teleskop.